# ملوية (القباب)
ملوية هي إحدى مشيخات المملكة المغربية، تتبع جغرافيا لإقليم خنيفرة وإداريًا لالقباب. يقدر عدد سكانها بـ 2348 نسمة حسب الإحصاء الرسمي للسكان والسكنى لسنة 2004.